# Putao
Putao és una ciutat de l'estat de Kachin, a Myanmar, i és el lloc del fort Hertz de la Segona Guerra Mundial. L'àrea al voltant de Putao és famosa per la varietat d'orquídies que hi creixen de manera natural.
Té aeroport i és la ciutat important més septentrional de Myanmar i la porta de les serralades més altes del país, amb el Hkakabo Razi com a muntanya més alta amb 5.881 m, dins del Parc Nacional de Hkakaborazi.

## Història
Hkamti Long (també Khamti Long) fou l'antic nom de l'àrea al voltant de la ciutat de Putao, poblada per l'etnia shan del grup hkamti shan. El nom significa el "Gran lloc d'or" en la llengua hkamti shan.
La zona fou conquertida pels shan que hi van establir vuit mong o principats: Lokhun, Mansi, Lon Kyein, Manse-Hkun, Mannu, Langdao, Mong Yak i Langnu. Aquestos prínceps depenien del príncep shan de Mogaung. La zona va passar als britànics sota els que s'estimava una superfície de 2300 km² i una població d'onze mil persones; els límits eren al nor el país de Mishmi, a l'oest la serra de Patkai, i al sud i est la vall del Hukawng, i rodejat de territoris katxins o chingpaw (comunitats katxins). Va quedar inclosa a la divisió de Mandalay però de fet el control britànic no hi arribava. El riu principal era el Malikha.
El territori fou visitat per T. T. Cooper, viatger xinès i agent polític a Bhamo on va morir assassinat; després pels coronels Macgregor i Woodthorpe el 1884-1885, per Errol Gray el 1892-1893, i pel príncep Enric d'Orleans el 1893 que diu que les tribus anomenaven la zona com regne de Moam. En aquest temps hi havia set estats hkamti shans; L'àrea de Hkamti Long amb aquests set estats podia haver inclòs parts dels actuals estats de Kachin (on Putao està situat) i també dels estats Shan. Els shans foren progressivament absorbits o expulsats pels katxins i altres ètnies.